# Heves (stad)
Heves is een kleine stad (város) in het gelijknamige comtitaat Heves in Hongarije. De stad ligt zo'n 100 kilometer ten oosten van de hoofdstad Boedapest. Heves ligt in het uiterste noorden van de Hongaarse laagvlakte.
In 2015 telde de stad 10.695 inwoners en daarmee is het de vierde stad van het comitaat Heves.

## Partnergemeenten
Heves heeft stedenbanden met Breganze (Italië, sinds 1991), Miercurea Ciuc en Ciumani (beide Roemenië, 1994) en  Sulejów (Polen 2008). Van 1993 tot 2007 onderhield Heves ook een stedenband met het Nederlandse Aalburg. 
Stad met comitaatsrecht (megyei jogú város): Eger

Steden (város): Bélapátfalva · Füzesabony · Gyöngyös · Gyöngyöspata · Hatvan · Heves · Kisköre · Lőrinci · Pétervására · Verpelét

Vlekken (nagyközség): Kál  · Parád  · Recsk

Overige gemeenten (község): Abasár · Adács · Aldebrő · Andornaktálya · Apc · Átány · Atkár · Balaton · Bátor · Bekölce · Besenyőtelek · Boconád · Bodony · Boldog · Bükkszék · Bükkszenterzsébet · Bükkszentmárton · Csány · Demjén · Detk · Domoszló · Dormánd · Ecséd · Egerbakta · Egerbocs · Egercsehi · Egerfarmos · Egerszalók · Egerszólát · Erdőkövesd · Erdőtelek · Erk · Fedémes · Feldebrő · Felsőtárkány · Gyöngyöshalász · Gyöngyösoroszi · Gyöngyössolymos · Gyöngyöstarján · Halmajugra · Heréd · Hevesaranyos · Hevesvezekény · Hort · Istenmezeje · Ivád · Kápolna · Karácsond · Kerecsend · Kisfüzes · Kisnána · Kömlő · Kompolt · Ludas · Maklár · Markaz · Mátraballa · Mátraderecske · Mátraszentimre · Mezőszemere · Mezőtárkány · Mikófalva · Mónosbél · Nagyfüged · Nagykökényes · Nagyréde · Nagytálya · Nagyút · Nagyvisnyó · Noszvaj · Novaj · Ostoros · Parádsasvár · Pély · Petőfibánya · Poroszló · Rózsaszentmárton · Sarud · Sirok · Szajla · Szarvaskő · Szentdomonkos · Szihalom · Szilvásvárad · Szúcs · Szűcsi · Tarnabod · Tarnalelesz · Tarnaméra · Tarnaörs · Tarnaszentmária · Tarnaszentmiklós · Tarnazsadány · Tenk · Terpes · Tiszanána · Tófalu · Újlőrincfalva · Vámosgyörk · Váraszó · Vécs · Visonta · Visznek · Zagyvaszántó · Zaránk